# Carlos Colón
Carlos Edwin Colón, Jr. (* 21. února 1979 San Juan) je portorický profesionální wrestler. Je více znám pod svojí ringovou přezdívkou Carlito. Momentálně pracuje ve společnosti WWE, v show SmackDown. Je členem frakce Latino World Order, která je vedena Reyem Mysteriem.

## Biografické informace
- Narozen: 21. února 1979, San Juan, Portoriko
- Ringová jména: Carlito, Carlito Caribbean Cool, Carly Colón, Carlos Colón Jr., Carlos Colóne, Carly Columbus
- Váha: 100 kg
- Výška: 178 cm
- Podle storyline pochází z: San Juan, Portoriko
- debut: 1999
- trénován: Carlos Colón Sr., Ohio Valley Wrestling
- člen brandu: SmackDown

## Dosažené tituly
- World Wrestling Council
  - WWC Universal šampion těžké váhy (11x)
  - WWC World Tag Team šampion (2x), s Eddie Colónem a Konnanem
  - WWE Intercontinental šampion (1x)
  - WWE US šampion (1x)
  - !Bang! Televizní šampion (1x)
- World Wrestling Entertainment
  - WWE United States Championship (1x)
  - WWE Intercontinental Championship (1x)
  - WWE Tag Team Championship (1x) s Primem
  - World Tag Team Championship (1x) s Primem